# Kotagiri
Kotagiri és una vila o panchayat town al districte de Nilgiris a l'Índia, estat de Tamil Nadu, a 1.793 metres d'alturaç. Al cens del 2001 consta amb 29.184 habitants. El 1881 tenia 3.691 habitants i el 1901 en tenia 5.100.

## Història
L'estació de muntanya fou fundada el 1830 i va créixer lentament però atreia als anglesos pel seu clima suau millor que el d'Ootacamund (Utakamand) a uns 30 km. Es va establir un centre sanitari militar al costat, a Dimhatti, que després fou abandonat. També més tard es va establir la plantació, i els habitants de l'estació eren quasi tots propietaris de plantacions de te. A la zona vivien els kotes i de fet Kotagiri vol dir muntanya dels kotes. Fou coneguda com a “Kota-Keri” o “Kota-Gherry”, el carrer dels kotes i era un establiment d'aquest poble. Les seves terres foren comprades pel govern britànic el 1911 per una nova instal·lació sanitària i els kotes foren traslladats a Aggal, a uns 2 km. El seu temple dedicat al deu Kamataraya encara es conserva.